# With Love Baby
«With Love Baby» (укр. «З любов'ю, крихітко») — пісня, з якою бельгійський гурт Witloof Bay представляв Бельгію на пісенному конкурсі Євробачення 2011. Пісня була виконана в другому півфіналі, 12 травня, але до фіналу не пройшла .